# Casa de Campo (metropolitana di Madrid)
Casa de Campo è una stazione delle linee 5 e 10 della metropolitana di Madrid. Si trova sotto al Paseo de la Puerta de Batán, in prossimità del grande parco Casa de Campo. La stazione è capolinea per la linea 5.

## Storia
La stazione è stata inaugurata il 22 ottobre 2002, quando la linea 10 venne ampliata fino a Puerta del Sur. L'apertura di questa stazione comportò il trasferimento delle stazioni tra Aluche e Casa de Campo dalla linea 10 alla linea 5, creando una stazione a 3 binari, in modo da permettere il passaggio da una linea all'altra.
Inizialmente era stato proposto il nome di Puerta de Batán, ma per evitare confusione con la stazione vicina si decise di adottare il nome attuale.

## Interscambio
- 25, 33, 36, 39, 55, 65
- N19